# Daniel Pineda (Leichtathlet)
Daniel Pineda (* 19. September 1985 in Talcahuano) ist ein chilenischer Leichtathlet, der sich auf den Weitsprung spezialisiert hat.

## Sportliche Laufbahn
Erste internationale Erfahrungen sammelte Daniel Pineda im Jahr 2002, als er bei den Jugendsüdamerikameisterschaften in Asunción mit einer Weite von 7,28 m die Goldmedaille im Weitsprung gewann und mit der chilenischen 4-mal-100-Meter-Staffel sowie mit der Sprintstaffel (1000 Meter) jeweils die Silbermedaille gewann. Zudem belegte er im 100-Meter-Lauf in 11,37 s den fünften Platz. 2006 belegte er dann bei den U23-Südamerikameisterschaften, die im Zuge der Südamerikaspiele in Buenos Aires ausgetragen wurden, mit 5,80 m den neunten Platz. Im Jahr darauf nahm er erstmals an den Südamerikameisterschaften in São Paulo teil und erreichte dort mit 7,11 m Rang acht und belegte mit der 4-mal-100-Meter-Staffel in 40,82 s den siebten Platz, während er mit der 4-mal-400-Meter-Staffel in 3:15,17 min auf Rang sechs gelangte. 2008 wurde er bei den Ibero-Amerikanischen Meisterschaften in Iquique mit 6,97 m Zehnter im Weitsprung und konnte sein Rennen mit der 4-mal-100-Meter-Staffel nicht beenden.
2010 belegte er bei den Ibero-Amerikanischen Meisterschaften in San Fernando mit 7,33 m den zehnten Platz und gewann im Jahr darauf bei den Südamerikameisterschaften in Buenos Aires mit 7,82 m die Bronzemedaille hinter dem Peruaner Jorge McFarlane und Rafael Mello aus Brasilien. Anschließend nahm er erstmals an der Sommer-Universiade in Shenzhen teil und erreichte dort mit 7,59 m im Finale Rang zwölf. Anschließend siegte er bei den Panamerikanischen Spielen in Guadalajara mit einer Weite von 7,97 m und konnte mit der Staffel sein Rennen im Finale nicht beenden. 2013 nahm er ein weiteres Mal an den Studentenweltspielen in Kasan teil und 2014 an den Südamerikaspielen in Santiago de Chile. Jedoch wurde er nachträglich des Dopings überführt und alle seine Ergebnisse vom 28. Juni 2012 bis Ende 2014 annulliert.
2015 belegte er bei den Südamerikameisterschaften in Lima mit 7,52 m den fünften Platz und erreichte anschließend bei den Panamerikanischen Spielen in Toronto mit 7,46 m Rang elf. Zwei Jahre später gewann er bei den Südamerikameisterschaften in Luque mit windunterstützten 7,87 m die Bronzemedaille hinter dem Brasilianer Paulo Sérgio Oliveira und Emiliano Lasa aus Uruguay. Zudem wurde er mit der 4-mal-100-Meter-Staffel disqualifiziert. Anschließend wurde er bei den Juegos Bolivarianos in Santa Marta mit 6,95 m Zehnter. 2018 erreichte er bei den Südamerikaspielen in Cochabamba mit 7,81 m Rang vier und gewann daraufhin bei den Ibero-Amerikanischen Meisterschaften in Trujillo mit 7,81 m die Silbermedaille hinter dem Peruaner José Luis Mandros. 2019 belegte er bei den Südamerikameisterschaften in Lima mit 7,29 m den sechsten Platz und erreichte anschließend bei den Panamerikanischen Spielen ebendort mit 7,05 m Rang 13. 2020 wurde er bei den erstmals ausgetragenen Hallensüdamerikameisterschaften in Cochabamba mit neuem Hallenrekord von 7,62 m Fünfter. Im Jahr darauf belegte er dann bei den Südamerikameisterschaften in Guayaquil mit 7,62 m den achten Platz.
In den Jahren 2007, 2009, 2010, 2012 sowie 2019 und 2020 wurde Pineda chilenischer Meister im Weitsprung.

## Persönliche Bestleistungen
- Weitsprung: 8,08 m (+1,9 m/s), 28. April 2012 in Santiago de Chile (chilenischer Rekord)
  - Weitsprung (Halle): 7,62 m, 1. Februar 2020 in Cochabamba (chilenischer Rekord)